# Esteban Canal
 Ez a cikk a sakkjátszmák algebrai lejegyzését alkalmazza.
Esteban Canal (Chiclayo, Peru, 1896. április 19. – Cittiglia, Olaszország, 1981. február 15.) perui-olasz állampolgárságú sakkozó, nemzetközi mester, tiszteletbeli nemzetközi nagymester, magyar sakkbajnok, sakkolimpikon, sakkteoretikus. Az 1920-as 1930-as években a világ legjobb sakkozói között tartották számon.

## Élete
14 éves korában költözött Európába, ahol több országban élt, majd Olaszországban telepedett le, ahol később állampolgárságot is kapott. 1914 és 1917 között Lipcsében ismerkedett meg a sakkjátékkal, és hamarosan az egyik legerősebb játékosnak számított. Gyakran tartózkodott Magyarországon, ahol – saját elmondása szerint – a legtöbbet fejlődött sakktudása.
1950-ben nemzetközi mesteri címet kapott, és korábbi eredményei, valamint a sakkelméletben elért munkássága elismeréseképpen 1977-ben, 81 éves korában a Nemzetközi Sakkszövetség (FIDE) tiszteletbeli nagymesteri címet adományozott neki.

## Sakkpályafutása
Első komolyabb versenyeredményét 1923-ban Triesztben érte el, ahol a 2. helyen végzett. További kiemelkedő versenyeredményei:
- 1926: 2. helyezés (Meran)
- 1926: 2. helyezés (Budapest) Maróczy Géza mögött
- 1927: 1. helyezés (Budapest)
- 1933: 1. helyezés (Budapest) magyar bajnok
- 1936: megosztott 1. helyezés (Reus, Spanyolország)
- 1947: 2. helyezés (Velence)
- 1948: megosztott 2. helyezés (Velence) Miguel Najdorf mögött, holtversenyben Barcza Gedeonnal. E versenyen legyőzte a korábbi világbajnok Max Euwét.
- 1953: 1. helyezés (Velence)
- 1960: 1-2. helyezés (San Benedetto)
- 1961: 3-6. helyezés (San Benedetto)

1950-ben a perui válogatott tagjaként vett részt Dubrovnikban a sakkolimpián.

## Megnyitáselméleti munkássága
Több megnyitási változat is a nevéhez fűződik:
- az olasz játék Canal-változata (C50): 1. e2-e4 e7-e5 2. Hg1-f3 Hb8-c6 3. Ff1-c4 Ff8-c5 4. Hb1-c3 Hg8-f6 5. d2-d3 d7-d6 6.Fc1-g5, amelyet először ő játszott meg négy játszmában is Karlsbadban, 1929-ben;
- a kettős huszárjáték (olasz játék, skót csel) Canal-változata (C56): 1. e2-e4 e7-e5 2. Hg1-f3 Hb8-c6 3. Ff1-c4 Hg8-f6 4. d2-d4 e5xd4 5. 0-0 Hf6xe4 6. Bf1-e1 d7-d5 7. Hb1-c3, amely huszárlépést 1923-ban Triesztben először ő alkalmazta;[5]
- a francia-védelem Canal-támadása (C01):1. e2-e4 e7-e6 2. d2-d4 d7-d5 3.e4xd5 e6xd5 4. Hb1-c3 Ff8-b4 5. Ff1-d3 Hg8-e7 6. Vd1-h5, amelyet először 1926-ban Meranban alkalmazott Antonio Sacconi ellen, és a játszma gyors győzelmével ért véget;[6]
- az elhárított vezércsel holland-perui cselének velencei változata (D50): 1. d2-d4 d7-d5 2. c2-c4 e7-e6 3. Hb1-c3 Hg8-f6 4. Fc1-g5 c7-c5 5. c4xd5 Vd8-b6, amely elgondolást Canal sötéttel először 1948-ban Velencében Tartakower ellen játszotta meg. A játszma döntetlenül végződött.[7]
- a szicíliai-védelem Canal-Sokolsky-Rossolimo-támadás (B51):1. e2-e4 c7-c5 2. Hg1-f3 d7-d6 3. Ff1-b5+, amelyet elsőként Canal játszott meg 1948-ban Velencében Miguel Najdorf ellen.[8]

## Leghíresebb játszmája
|    | |    |    |    |    |    |    |
|    | \| \| \| \| \| \| \| \| \| \| \| \| \| \| \| \| \| \| \| \| \| \| \| \| \| \| \| \| \| \| \| \| \| \| \| \| \| \| \| \| \| \| \| \| \| \| \| \| \| \| \| \| \| \| \| \| \| \| \| \| \| \| \| \| \| \| \| \| \| \| \| \| |    |    |    |    |    |    |
|    | |    |    |    |    |    |    |
| a8 | b8 | c8 | d8 | e8 | f8 | g8 | h8 |
| a7 | b7 | c7 | d7 | e7 | f7 | g7 | h7 |
| a6 | b6 | c6 | d6 | e6 | f6 | g6 | h6 |
| a5 | b5 | c5 | d5 | e5 | f5 | g5 | h5 |
| a4 | b4 | c4 | d4 | e4 | f4 | g4 | h4 |
| a3 | b3 | c3 | d3 | e3 | f3 | g3 | h3 |
| a2 | b2 | c2 | d2 | e2 | f2 | g2 | h2 |
| a1 | b1 | c1 | d1 | e1 | f1 | g1 | h1 |

| a8 | b8 | c8 | d8 | e8 | f8 | g8 | h8 |
| a7 | b7 | c7 | d7 | e7 | f7 | g7 | h7 |
| a6 | b6 | c6 | d6 | e6 | f6 | g6 | h6 |
| a5 | b5 | c5 | d5 | e5 | f5 | g5 | h5 |
| a4 | b4 | c4 | d4 | e4 | f4 | g4 | h4 |
| a3 | b3 | c3 | d3 | e3 | f3 | g3 | h3 |
| a2 | b2 | c2 | d2 | e2 | f2 | g2 | h2 |
| a1 | b1 | c1 | d1 | e1 | f1 | g1 | h1 |

Perui halálnak is nevezik azt a játszmáját, amelyet 1934-ben Budapesten játszott egy szimultánon. Ebben a játszmában vezérét és két bástyáját áldozza fel, hogy aztán a 14. lépésben két futójával mattot adjon. E játszma méltán került be a "halhatatlan játszmák" közé.
Canal – N.N., Budapest 1934 - Skandináv védelem (B01)
1. e4 d5 2. exd5 Vxd5 3. Hc3 Va5 4. d4 c6 5. Hf3 Fg4 6. Ff4 e6 7. h3 Fxf3 8. Vxf3 Fb4 9. Fe2 Hd7 10. a3 O-O-O?? (lásd diagram)
Utólag - a 11. axb4 lépés ismeretében 10. - Hgf6 lett volna a helyes lépés. Canal most egy fantasztikus kombinációt valósít meg.
11. axb4!! Vxa1+ 12. Kd2 Vxh1
A végeredményen nem változtat 12...He5 sem, mert 13.Fxe5 Vxh1 14.Vxf7 Bd7  (14...He7-re 15.Vxe6+!) 15.Ve8+ Bd8 16.Vxe6+ Bd7 17.Vd8+ Bd8 18.Fg4# matt
13. Vxc6!! bxc6 14. Fa6# matt

## Könyvei
- Strategia Di Avamposti. L'Italia Scacchistica, Mailand 1949 (újabb kiadása: Strategia degli Avamposti dalle Messaggerie Scacchistiche címen 1992-ben)
- I. torneo internazionale di scacchi, Reggio Emilia, 17-29 luglio, 1951